# Кіпарісовунон
Кіпарісовунон (грец. Κυπαρισσόβουνο або тур. Selvili Tepe) — гора на Кіпрі висотою 1024 м, найвища вершина гір Кіренія. Це найвища вершина невизнаної Турецької Республіки Північного Кіпру.
Середньорічна кількість опадів на горі становить 550 м. Гора вкрита соснами, кипарисами та іншою рослинністю. З геологічної точки зору основу гори складають доломіти та інші тверді кристалічні вапняки.